# Pedro López de Gámiz
Pedro López de Gámiz (* 1528 in Barbadillo del Pez, Burgos; † 1588 in Miranda de Ebro) war ein Holzbildhauer der spanischen Renaissance, der ausschließlich in der Provinz Burgos tätig war.

## Leben
Aus seinem Leben sind nur wenige Dinge überliefert: Als er noch ein kleines Kind war, zog seine Familie nach Burgos um; im Jahre 1549 übersiedelte er nach Miranda del Ebro, wo er bis zu seinem Tode lebte und arbeitete. Bei welchem Meister er seine Ausbildung erhielt, ist unbekannt; seine bedeutendsten Schüler waren Juan de Ancheta und Diego de Marquina.

## Werk

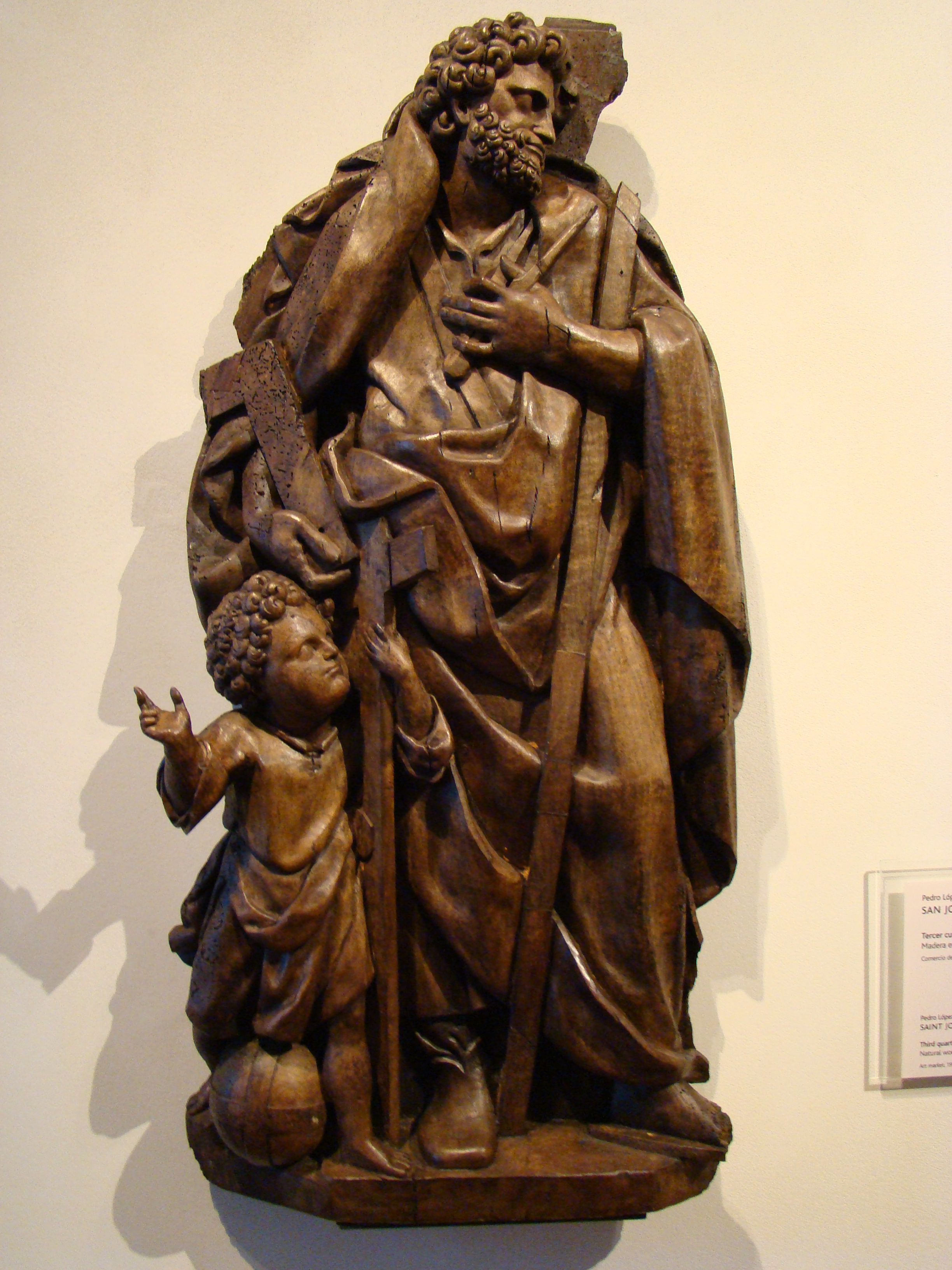
Apostelfigur

Von seiner Hand bzw. aus seiner Werkstatt stammen sowohl Einzelfiguren als auch mehrere große Altarretabel, die in ihrem architektonischen Aufbau und ihrem Figurenstil durchaus auf der künstlerischen Höhe ihrer Zeit (Gegenreformation – Stil des Romanismo) sind. Seine Hauptwerke sind:
- Retabel von Santa Casilda (Briviesca)
- Retabel des Klosters Santa Clara (Briviesca)
- Retabel von San Pedro Apóstol (Ircio)
- Retabel von Santa Marina de Bardauri (Miranda de Ebro)
- Retabel von Santa María la Real (Vileña – heute im Museo de Burgos)

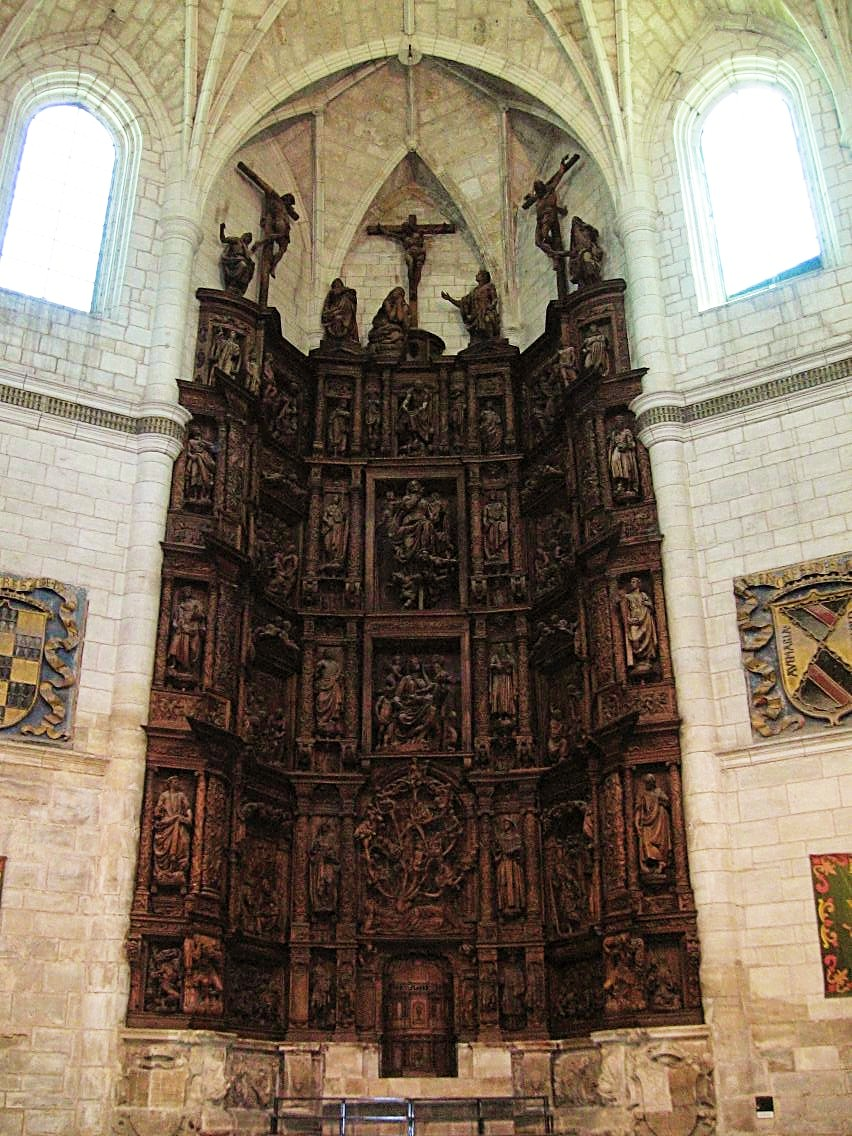
Altarretabel aus Briviesca (um 1560)
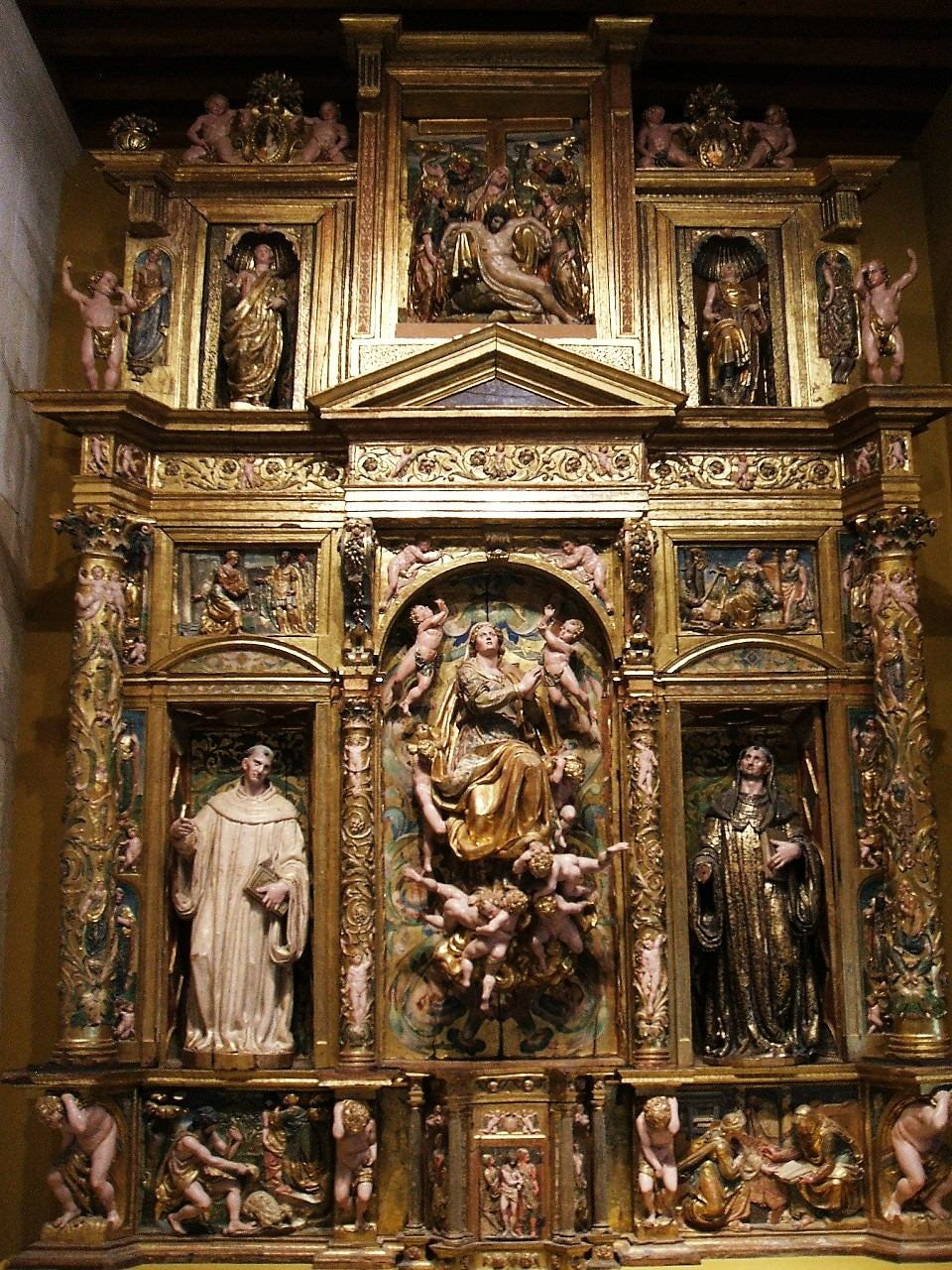
Altarretabel aus Vileña (um 1580?)
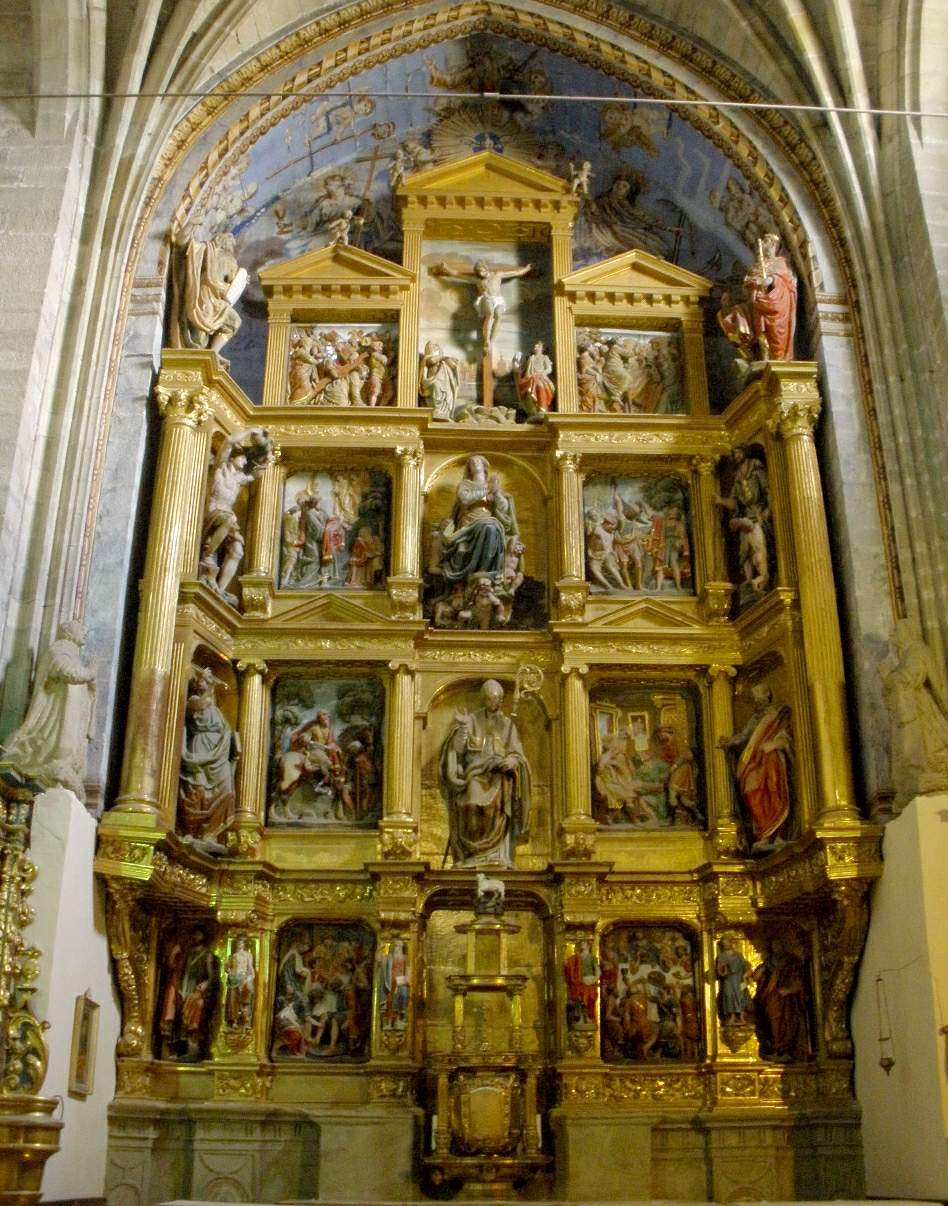
Altarretabel aus Estavillo (um 1570)